# Giro di Toscana 1977
Il Giro di Toscana 1977, cinquantunesima edizione della corsa, si svolse il 5 maggio su un percorso di 256 km, con partenza a Firenze e arrivo a Tavarnelle. Fu vinto dall'italiano Francesco Moser della Sanson davanti al belga Roger De Vlaeminck e all'italiano Alfio Vandi.

## Ordine d'arrivo (Top 10)
| Pos. | Corridore             | Squadra            | Tempo    |
| ---- | --------------------- | ------------------ | -------- |
| 1    | Francesco Moser       | Sanson             | 6h53'00" |
| 2    | Roger De Vlaeminck    | Brooklyn           |          |
| 3    | Alfio Vandi           | Magniflex-Torpado  |          |
| 4    | Enrico Paolini        | Scic               |          |
| 5    | Pasquale Pugliese     | Zonca              |          |
| 6    | Felice Gimondi        | Bianchi-Campagnolo |          |
| 7    | Giacinto Santambrogio | Bianchi-Campagnolo |          |
| 8    | Luciano Conati        | Scic               |          |
| 9    | Roberto Poggiali      | Sanson             |          |
| 10   | Joseph Fuchs          | Sanson             |          |